# The Street
The Street ist ein kanadischer Öl-auf-Glas-Animations-Kurzfilm von Caroline Leaf aus dem Jahr 1976.

## Handlung
Ein Junge erzählt, wie seine Großmutter im Sterben lag. Der Arzt Dr. Katzman besucht die Familie und stellt fest, dass die Großmutter in den nächsten Tagen sterben wird. Der Junge, der seine Großmutter jeden Tag in ihrem Zimmer aufsuchen und ihr einen Abschiedskuss geben muss, bevor er zur Schule geht, sieht ihr Ableben mit Vorfreude, wurde ihm doch ihr Zimmer als zukünftiges Kinderzimmer versprochen. Bisher muss er sich einen Raum mit seiner älteren Schwester teilen.
Die Großmutter jedoch lebt auch zwei Jahre später noch. Die Mutter bricht irgendwann unter der Arbeitslast – Haushalt und Pflege der Mutter – zusammen und muss zwei Wochen lang das Bett hüten. In der Zeit entscheidet der Vater, dass die Großmutter in ein jüdisches Altersheim gebracht werden soll. Der Junge hofft, nun sein neues Zimmer beziehen zu können, doch als er diesbezüglich seinen Vater fragt, nennt der ihn nur ein Großmaul. Die Mutter ist genesen und besucht die Großmutter im Altersheim. Sie erwirkt, dass sie sofort zurück in die Wohnung der Familie gebracht wird, was der Vater bereits kommen sah. Eines Tages sieht der Junge auf der Straße vor dem Wohnhaus eine Menschenmenge – die Großmutter ist verstorben und die Verwandtschaft sowie der Rabbi sind bereits eingetroffen. Am Abend stellt die Schwester des Jungen fest, dass beide nun wohl zum letzten Mal in einem Raum schlafen werden, doch ist der Junge nun nicht mehr von der Idee angetan, in dem Bett zu schlafen, in dem seine Großmutter verstorben ist. Beide Kinder löschen das Licht. Im Dunkeln imitiert die Schwester nun den Geist der Großmutter, die fragt, wer da in ihrem Bett schläft.

## Produktion
The Street basiert auf der gleichnamigen Kurzgeschichte von Mordecai Richler, der auch das Drehbuch des Films schrieb. Der Film entstand in Öl-auf-Glas-Animation.

## Auszeichnungen
The Street wurde 1977 für einen Oscar in der Kategorie „Bester animierter Kurzfilm“ nominiert, konnte sich jedoch nicht gegen Leisure durchsetzen.
Im Jahr 1976 erhielt Leaf den Grand Prize auf dem Ottawa International Animation Festival. Sie gewann bei den Genie Awards den damals noch Etrog genannten Genie für den Besten Animationsfilm und erhielt zudem den Wendy Michener Award.
Im Jahr 1977 folgte der Gewinn des Silbernen Drachen auf dem Krakowski Festiwal Filmowy.